# Campeonato Mundial das Nações Emergentes da IHF de 2025
O Campeonato Mundial das Nações Emergentes da IHF de 2025 foi disputado na Bulgária entre 11 de março e 16 de março. Foi a quinta edição desta competição organizada pela IHF.
Oito seleções nacionais disputaram o torneio, sendo cinco da Europa, duas das Américas e uma da África.
O Reino Unido foi o campeão do torneio derrotando a Bulgária na final pelo placar de 29–25.

## Equipes
- Europa (EHF)[3][4]
  -  Azerbaijão
  -  Bulgária
  -  Chipre
  -  Moldávia
  -  Reino Unido
- África (CAHB)
  -  Nigéria
- Américas (NACHC) e (SCAHC)
  -  Estados Unidos
  -  Paraguai

## Árbitros
| Árbitros             | Árbitros                         |
| -------------------- | -------------------------------- |
| Bósnia e Herzegovina | Vesna Balvan Tatjana Prastalo    |
| Bulgária             | Georgi Doychinov Yulian Goretsov |
| Croácia              | Davor Loncar Zoran Loncar        |
| Dinamarca            | Jacob Pagh Karl Thygesen         |
| Egito                | Heidy Elsaied Yasmina Elsaied    |
| França               | Mathilde Cournil Loriane Lamour  |
| Polónia              | Michal Fabryczny Jakub Rawicki   |
| Uzbequistão          | Khasan Ismoilov Khusan Ismoilov  |

## Primeira fase

### Grupo A
| Equipe      | Pts | J | V | E | D | GP  | GC  | SG  |
| ----------- | --- | - | - | - | - | --- | --- | --- |
| Bulgária    | 6   | 3 | 3 | 0 | 0 | 104 | 59  | +45 |
| Reino Unido | 4   | 3 | 2 | 0 | 1 | 92  | 85  | +7  |
| Paraguai    | 2   | 3 | 1 | 0 | 2 | 75  | 91  | −16 |
| Chipre      | 0   | 3 | 0 | 0 | 3 | 65  | 101 | −36 |

| 11 de Março de 2025 | Bulgária        | 35–18    | Paraguai      | Palace of Culture and Sports Varna, Bulgária Público:350 Árbitros:Balvan , El-Saied , Cournil |
|                     | Sv. Dimitrov 12 | (Report) | Ríos, Viana 4 |                                                                                               |

| 11 de Março de 2025 | Chipre                  | 23–37    | Reino Unido               | Palace of Culture and Sports Varna, Bulgária Público:80 Árbitros:Loncar , Ismoilov , Pagh |
|                     | Karkalatos, Paraskeva 6 | (Report) | Pereira, S. Vellenoweth 7 |                                                                                           |

| 12 de Março de 2025 | Bulgária        | 35–22    | Reino Unido | Palace of Culture and Sports Varna, Bulgária Público:400 Árbitros:Loncar , Thygesen , Fabryczny |
|                     | Sv. Dimitrov 16 | (Report) | Pereira 5   |                                                                                                 |

| 12 de Março de 2025 | Paraguai | 30–23    | Chipre    | Palace of Culture and Sports Varna, Bulgária Público:20 Árbitros:Loncar , Pagh , Ismoilov |
|                     | Rojas 8  | (Report) | Tartios 6 |                                                                                           |

| 13 de Março de 2025 | Chipre              | 19–34    | Bulgária        | Palace of Culture and Sports Varna, Bulgária Público:400 Árbitros:Prastalo , Rawicki , Ismoilov |
|                     | Melissas, Tartios 5 | (Report) | Sv. Dimitrov 10 |                                                                                                 |

| 13 de Março de 2025 | Reino Unido | 33–27    | Paraguai   | Palace of Culture and Sports Varna, Bulgária Público:50 Árbitros:El-Saied , Lamour , Fabryczny |
|                     | Pereira 11  | (Report) | Martínez 8 |                                                                                                |

### Grupo B
| Equipe         | Pts | J | V | E | D | GP  | GC  | SG  |
| -------------- | --- | - | - | - | - | --- | --- | --- |
| Estados Unidos | 5   | 3 | 2 | 1 | 0 | 118 | 79  | +39 |
| Nigéria        | 5   | 3 | 2 | 1 | 0 | 85  | 70  | +15 |
| Moldávia       | 2   | 3 | 1 | 0 | 2 | 81  | 88  | −7  |
| Azerbaijão     | 0   | 3 | 0 | 0 | 3 | 60  | 107 | −47 |

| 11 de Março de 2025 | Azerbaijão | 21–33    | Moldávia   | Palace of Culture and Sports Varna, Bulgária Público:100 Árbitros:Doychinov , Fabryczny , Ismoilov |
|                     | Musayev 6  | (Report) | Ledeniov 7 | |

| 11 de Março de 2025 | Estados Unidos | 31–31    | Nigéria   | Palace of Culture and Sports Varna, Bulgária Público:50 Árbitros:Goretsov , Lončar , Thygesen |
|                     | Amitovic 10    | (Report) | Shagari 7 |                                                                                               |

| 12 de Março de 2025 | Moldávia     | 26–42    | Estados Unidos | Palace of Culture and Sports Varna, Bulgária Público:100 Árbitros:Cournil , Balvan , Rawicki |
|                     | Zacaciurin 8 | (Report) | Donlin 8       |                                                                                              |

| 12 de Março de 2025 | Azerbaijão | 17–29    | Nigéria   | Palace of Culture and Sports Varna, Bulgária Público:50 Árbitros:Prastalo , El-Saied , Lamour |
|                     | Guliyev 6  | (Report) | Shagari 7 |                                                                                               |

| 13 de Março de 2025 | Nigéria | 25–22    | Moldávia  | Palace of Culture and Sports Varna, Bulgária Público:60 Árbitros:Goretsov , Lončar , Thygesen |
|                     | Yusuf 8 | (Report) | Baltean 5 |                                                                                               |

| 13 de Março de 2025 | Estados Unidos | 45–25    | Azerbaijão           | Palace of Culture and Sports Varna, Bulgária Público:40 Árbitros:Balvan , Doychinov , El-Saied |
|                     | Binderis 7     | (Report) | Mammadli, Mehdiyev 5 |                                                                                                |

## Semifinais da disputa do 5º lugar
| 15 de Março de 2025 13:00 | Azerbaijão    | 22–34     | Paraguai | Palace of Culture and Sports Varna, Bulgária Árbitros: Goretsov , Elsaied , Cournil |
| 15 de Março de 2025 13:00 | Nazaraliyev 6 | (8–14)    | Rojas 8  | Palace of Culture and Sports Varna, Bulgária Árbitros: Goretsov , Elsaied , Cournil |
| 15 de Março de 2025 13:00 | 4× 0×         | Relatório | 1× 0×    | Palace of Culture and Sports Varna, Bulgária Árbitros: Goretsov , Elsaied , Cournil |

| 15 de Março de 2025 15:15 | Moldávia  | 23–24     | Chipre       | Palace of Culture and Sports Varna, Bulgária Árbitros: Doychinov , Lamour , Ismoilov |
| 15 de Março de 2025 15:15 | Caraman 8 | (11–11)   | Karkalatos 7 | Palace of Culture and Sports Varna, Bulgária Árbitros: Doychinov , Lamour , Ismoilov |
| 15 de Março de 2025 15:15 | 4× 0× 1×  | Relatório | 2× 0×        | Palace of Culture and Sports Varna, Bulgária Árbitros: Doychinov , Lamour , Ismoilov |

## Semifinais
| 15 de Março de 2025 17:30 | Bulgária        | 30–23     | Nigéria  | Palace of Culture and Sports Varna, Bulgária Árbitros: Loncar , El-Saied , Rawicki |
| 15 de Março de 2025 17:30 | Sv. Dimitrov 11 | (15–8)    | Yusuf 8  | Palace of Culture and Sports Varna, Bulgária Árbitros: Loncar , El-Saied , Rawicki |
| 15 de Março de 2025 17:30 | 5× 0×           | Relatório | 3× 1× 0× | Palace of Culture and Sports Varna, Bulgária Árbitros: Loncar , El-Saied , Rawicki |

| 15 de Março de 2025 20:15 | Estados Unidos | 25–29     | Reino Unido | Palace of Culture and Sports Varna, Bulgária Árbitros: Prastalo , Pagh , Ismoilov |
| 15 de Março de 2025 20:15 | Hansen 8       | (14–13)   | Pereira 8   | Palace of Culture and Sports Varna, Bulgária Árbitros: Prastalo , Pagh , Ismoilov |
| 15 de Março de 2025 20:15 | 6× 1× 0×       | Relatório | 3× 1× 0×    | Palace of Culture and Sports Varna, Bulgária Árbitros: Prastalo , Pagh , Ismoilov |

## Disputa do 7º lugar
| 16 de Março de 2025 13:00 | Azerbaijão              | 28–29     | Moldávia   | Palace of Culture and Sports Varna, Bulgária Árbitros: Balvan , Pagh , Ismoilov |
| 16 de Março de 2025 13:00 | Mammadli, Nazaraliyev 7 | (14–20)   | Ledeniov 9 | Palace of Culture and Sports Varna, Bulgária Árbitros: Balvan , Pagh , Ismoilov |
| 16 de Março de 2025 13:00 | 3× 0×                   | Relatório | 4× 0×      | Palace of Culture and Sports Varna, Bulgária Árbitros: Balvan , Pagh , Ismoilov |

## Disputa do 5º lugar
| 16 de Março de 2025 15:15 | Chipre        | 28–37     | Paraguai | Palace of Culture and Sports Varna, Bulgária Árbitros: Goretsov , Lončar , El-Saied |
| 16 de Março de 2025 15:15 | Hadjipetrou 6 | (16–17)   | Rojas 8  | Palace of Culture and Sports Varna, Bulgária Árbitros: Goretsov , Lončar , El-Saied |
| 16 de Março de 2025 15:15 | 0×            | Relatório | 4× 0×    | Palace of Culture and Sports Varna, Bulgária Árbitros: Goretsov , Lončar , El-Saied |

## Disputa do 3º lugar
| 16 de Março de 2025 17:30 | Nigéria  | 28–31     | Estados Unidos      | Palace of Culture and Sports Varna, Bulgária Árbitros: Doychinov , Thygesen , Cournil |
| 16 de Março de 2025 17:30 | Yusuf 13 | (14–19)   | Hansen, Stromberg 8 | Palace of Culture and Sports Varna, Bulgária Árbitros: Doychinov , Thygesen , Cournil |
| 16 de Março de 2025 17:30 | 2× 1× 0× | Relatório | 1× 0×               | Palace of Culture and Sports Varna, Bulgária Árbitros: Doychinov , Thygesen , Cournil |

## Final
| 16 de Março de 2025 20:15 | Reino Unido | 29–25     | Bulgária  | Palace of Culture and Sports Varna, Bulgária Árbitros: El-Saied , Fabryczny , Ismoilov |
| 16 de Março de 2025 20:15 | Pereira 7   | (15–13)   | Vasilev 7 | Palace of Culture and Sports Varna, Bulgária Árbitros: El-Saied , Fabryczny , Ismoilov |
| 16 de Março de 2025 20:15 | 4× 2× 0×    | Relatório | 4× 2× 1×  | Palace of Culture and Sports Varna, Bulgária Árbitros: El-Saied , Fabryczny , Ismoilov |

## Classificação final
|   | Reino Unido    |
|   | Bulgária       |
|   | Estados Unidos |
| 4 | Nigéria        |
| 5 | Paraguai       |
| 6 | Chipre         |
| 7 | Moldávia       |
| 8 | Azerbaijão     |

### Time das Estrelas
| Posição          | Jogador               |
| ---------------- | --------------------- |
| Goleiro          | Nikolay Petrov        |
| Ponta esquerda   | Louis Christy         |
| Lateral esquerdo | Sebastian Vellenoweth |
| Armador Central  | Kristian Vasilev      |
| Lateral direito  | Francisco Pereira     |
| Ponta direita    | Gary Phillips         |
| Pivô             | Andrew Donlin         |
| Defensor         | Andrew Donlin         |
| MVP              | Svetlin Dimitrov      |

| Campeonato Mundial das Nações Emergentes de 2025 |
| Campeão                                          |
| ------------------------------------------------ |
| Reino Unido 1º Título                            |